# Copa Final Four de Voleibol de 2008
A Copa Final Four de Voleibol de 2008 foi a primeira edição do torneio e foi disputado entre os dias 3 e 7 de setembro de 2008 na cidade de Fortaleza, Brasil . O sistema de disputa foi o 'round-robin', no qual todos os times jogaram contra todos. A primeira edição do torneio contou com as seguintes equipes: Argentina, Brasil, Cuba e República Dominicana. O Brasil sagrou-se campeão vencendo todas as equipes e derrotando a República Dominicana na final e perdendo apenas um set durante todo o torneio.

## Equipes participantes
Equipes que participaram do Final Four de 2008
| | | | |
| Argentina Lucia Bertania Josefina Fernandez Leticia Boscacci Tatiana Rizzo Georgina Klug Natali Flaviani Ileana Leyendeker Florencia Busquets Sabrina Segui Lucia Gaido Aylin Pereyra Yael Castiglione Técnico: Horacio Bastit | Brasil Walewska Oliveira Carolina Albuquerque Marianne Steinbrecher Paula Pequeno Thaísa Daher de Menezes Hélia Souza Valeska Menezes Fabiana Claudino Wélissa de Souza Jaqueline Carvalho Sheilla Castro Fabiana Alvim Técnico: José Roberto Guimarães | Cuba Lilianny Aguero Yanelis Santos Daysesi Casalis Wilman Rosell Lisbet Reyes Yoana Palacios Rachel Perez Yusleyni Alvarez Lianne Simon Kenia Opon Yusidey Silié Gyselle Franco Técnico: Luiz Bonilla | República Dominicana Annerys Vargas Elisa Eve Sidarka Nuñez Brenda Castillo Niverka Marte Milagros Cabral Karla Echenique Cindy Rondon Prisilla Rivera Cosiris Rodriguez Altagracia Mambru Bethania de La Cruz Técnico: Marcos Kwiek |

| Data | Hora  | Jogo      | Jogo | Jogo            | Parciais | Parciais | Parciais | Parciais | Parciais |
| Data | Hora  | Jogo      | Jogo | Jogo            | 1        | 2        | 3        | 4        | 5        |
| ---- | ----- | --------- | ---- | --------------- | -------- | -------- | -------- | -------- | -------- |
| 3/09 | 18:00 | Cuba      | 1-3  | Rep. Dominicana | 16-25    | 25-21    | 24-26    | 14-25    | -        |
| 3/09 | 21:00 | Brasil    | 3-0  | Argentina       | 25-19    | 25-15    | 25-17    | -        | -        |
| 4/09 | 18:00 | Argentina | 0-3  | Cuba            | 20-25    | 20-25    | 20-25    | -        | -        |
| 4/09 | 21:00 | Brasil    | 3-1  | Rep. Dominicana | 15-25    | 25-19    | 25-22    | 25-12    | -        |
| 5/09 | 18:00 | Argentina | 0-3  | Rep. Dominicana | 12-25    | 19-25    | 17-25    | -        | -        |
| 5/09 | 21:00 | Brasil    | 3-0  | Cuba            | 25-18    | 25-15    | 25-13    | -        | -        |

| Pos | Equipe               | Pts | J | V | D | PP  | PC  | PA    | SP | SC | SA    |
| --- | -------------------- | --- | - | - | - | --- | --- | ----- | -- | -- | ----- |
| 1   | Brasil               | 6   | 3 | 3 | 0 | 240 | 175 | 1,371 | 9  | 1  | 9,000 |
| 2   | República Dominicana | 5   | 3 | 2 | 1 | 250 | 217 | 1,150 | 7  | 4  | 1,750 |
| 3   | Cuba                 | 4   | 3 | 1 | 2 | 200 | 217 | 0,862 | 4  | 6  | 0,666 |
| 4   | Argentina            | 3   | 3 | 0 | 3 | 159 | 225 | 0,706 | 0  | 9  | 0     |

| Data | Hora  | Jogo   | Jogo | Jogo            | Parciais | Parciais | Parciais | Parciais | Parciais |
| Data | Hora  | Jogo   | Jogo | Jogo            | 1        | 2        | 3        | 4        | 5        |
| ---- | ----- | ------ | ---- | --------------- | -------- | -------- | -------- | -------- | -------- |
| 6/09 | 15:00 | Cuba   | 0-3  | Rep. Dominicana | 17-25    | 16-25    | 20-25    | -        | -        |
| 6/09 | 18:00 | Brasil | 3-0  | Argentina       | 25-15    | 25-12    | 25-12    | -        | -        |

| Data | Hora | Jogo      | Jogo | Jogo | Parciais | Parciais | Parciais | Parciais | Parciais |
| Data | Hora | Jogo      | Jogo | Jogo | 1        | 2        | 3        | 4        | 5        |
| ---- | ---- | --------- | ---- | ---- | -------- | -------- | -------- | -------- | -------- |
| 7/09 | 7:30 | Argentina | 3-1  | Cuba | 26-24    | 19-25    | 25-16    | 25-22    | -        |

| Data | Hora  | Jogo   | Jogo | Jogo            | Parciais | Parciais | Parciais | Parciais | Parciais |
| Data | Hora  | Jogo   | Jogo | Jogo            | 1        | 2        | 3        | 4        | 5        |
| ---- | ----- | ------ | ---- | --------------- | -------- | -------- | -------- | -------- | -------- |
| 7/09 | 10:30 | Brasil | 3-0  | Rep. Dominicana | 25-21    | 25-17    | 25-18    | -        | -        |

| #      | Equipe               |
| ------ | -------------------- |
| Gold   | Brasil               |
| Silver | República Dominicana |
| Bronze | Argentina            |
| 4.     | Cuba                 |

| MVP (Most Valuable Player) | Hélia "Fofão" Souza | Brasil               |
| Melhor atacante            | Bethania de La Cruz | República Dominicana |
| Melhor bloqueio            | Fabiana Claudino    | Brasil               |
| Melhor saque               | Yanelis Santos      | Cuba                 |
| Melhor líbero              | Fabiana de Oliveira | Brasil               |
| Melhor levantadora         | Hélia "Fofão" Souza | Brasil               |
| Melhor recepção            | Fabiana de Oliveira | Brasil               |
| Melhor defesa              | Lucia Gaido         | Argentina            |
| Maior pontuadora           | Bethania de La Cruz | República Dominicana |
| Revelação                  | Brenda Castillo     | República Dominicana |